# Back Da-yeon
Back Da-yeon (koreanisch 백다연; * 24. Januar 2002 in Daejeon) ist eine südkoreanische Tennisspielerin.

## Karriere
Back gewann bislang neun Einzel- und zehn Doppeltitel auf Turnieren der ITF Women’s World Tennis Tour.
2023 gab sie ihr Debüt in der Südkoreanischen Billie-Jean-King-Cup-Mannschaft, ihre Billie-Jean-King-Cup-Bilanz weist bislang 2 Siege bei 2 Niederlagen aus.

## Turniersiege

### Einzel
| Nr. | Datum              | Turnier  | Kategorie | Belag     | Finalgegnerin    | Ergebnis          |
| --- | ------------------ | -------- | --------- | --------- | ---------------- | ----------------- |
| 1.  | 11. September 2022 | Yeongwol | ITF W15   | Hartplatz | Kim Da-bin       | 7:62, 3:0 Aufgabe |
| 2.  | 13. August 2023    | Sapporo  | ITF W15   | Hartplatz | Miho Kuramochi   | 6:2, 6:0          |
| 3.  | 3. September 2023  | Yeongwol | ITF W15   | Hartplatz | Dasha Ivanova    | 6:3, 6:0          |
| 4.  | 12. Mai 2024       | Monastir | ITF W15   | Hartplatz | Katarína Kužmová | 6:3, 6:0          |
| 5.  | 9. Juni 2024       | Daegu    | ITF W35   | Hartplatz | Eri Shimizu      | 4:6, 6:2, 6:3     |
| 6.  | 29. September 2024 | Yeongwol | ITF W15   | Hartplatz | Lee Eun-hye      | 6:2, 6:1          |
| 7.  | 6. Oktober 2024    | Yeongwol | ITF W15   | Hartplatz | Jeong Bo-young   | 6:1, 6:2          |
| 8.  | 1. Juni 2025       | Daegu    | ITF W15   | Hartplatz | Lee Eun-hye      | 5:6 Aufgabe       |
| 9.  | 27. Juli 2025      | Monastir | ITF W35   | Hartplatz | Arianna Zucchini | 6:74, 6:1, 7:67   |

### Doppel
| Nr. | Datum             | Turnier  | Kategorie | Belag     | Partnerin             | Finalgegnerinnen                 | Ergebnis          |
| --- | ----------------- | -------- | --------- | --------- | --------------------- | -------------------------------- | ----------------- |
| 1.  | 30. Oktober 2021  | Antalya  | ITF W15   | Sand      | Tian Fangran          | Doğa Türkmen Melis Ayda Uyar     | 7:65, 6:1         |
| 2.  | 13. November 2021 | Antalya  | ITF W15   | Sand      | Tian Fangran          | Anna Chekanskaya Sosia Kardawa   | 7:5, 6:3          |
| 3.  | 3. September 2022 | Yeongwol | ITF W15   | Hartplatz | Lee Eun-hye           | Junri Namigata Riko Sawayanagi   | 7:5, 3:6, [13:11] |
| 4.  | 12. Mai 2024      | Monastir | ITF W15   | Hartplatz | María Herazo González | Natsuho Arakawa Zhang Ying       | 6:4, 6:4          |
| 5.  | 10. August 2024   | Öskemen  | ITF W15   | Hartplatz | Anastassija Suchotina | Warwara Panschina Daria Schubina | 6:3, 6:1          |
| 6.  | 5. Oktober 2024   | Yeongwol | ITF W15   | Hartplatz | Lee Eun-hye           | Kim Na-ri Ye Qiuyu               | 6:1, 6:1          |
| 7.  | 15. Februar 2025  | Timaru   | ITF W35   | Hartplatz | Lee Eun-hye           | Choi Onyu Nanari Katsumi         | 7:5, 6:3          |
| 8.  | 24. Mai 2025      | Andong   | ITF W35   | Hartplatz | Lee Eun-hye           | Han Hyeong-ju Kim Eun-chae       | 3:6, 6:2, [10:4]  |
| 9.  | 31. Mai 2025      | Daegu    | ITF W15   | Hartplatz | Lee Eun-hye           | Kim Da-bin Ku Yeon-woo           | 6:1, 6:1          |
| 10. | 19. Juli 2025     | Monastir | ITF W35   | Hartplatz | Ku Yeon-woo           | Sakura Hosogi Misaki Matsuda     | 6:3, 6:3          |